# Ischionodonta colombiana
Ischionodonta colombiana là một loài bọ cánh cứng trong họ Cerambycidae.